# Акумулятор електромобіля

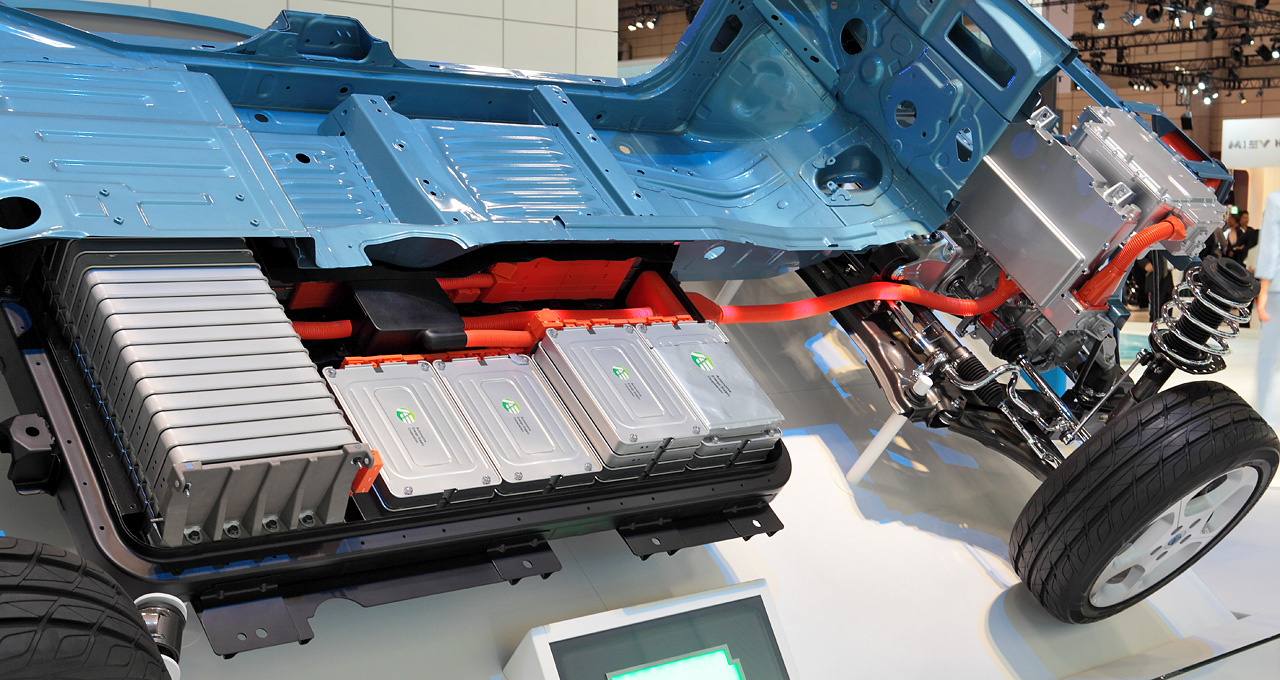
Розріз Nissan Leaf із частиною акумулятора 2009 року

Акумулятор електричного транспортного засобу (англ. Electric vehicle battery, EVB, також відомий як тягова батарея) — це акумуляторна батарея, яка використовується для живлення електродвигунів акумуляторного електричного транспортного засобу (BEV) або гібридного електричного транспортного засобу (HEV).
Акумулятори для електромобілів відрізняються від акумуляторів для запуску, освітлення та запалювання (SLI), оскільки це зазвичай літій-іонні акумулятори, розроблені для високого співвідношення потужності до ваги та щільності енергії. Бажано використовувати менші, легші батареї, оскільки вони зменшують вагу транспортного засобу, отже, покращують його продуктивність. Порівняно з рідким паливом більшість сучасних акумуляторних технологій мають набагато нижчу питому енергію, і це часто впливає на найбільший запас ходу повністю електричних транспортних засобів. На відміну від попередніх хімічних батарей, зокрема нікель-кадмієвих, літій-іонні батареї можна розряджати та перезаряджати щодня та в будь-якому стані заряду. Іншими типами акумуляторних батарей, що використовуються в електромобілях, є: свинцево-кислотні, нікель-кадмієві, нікель-метал-гідридні та інші.
Батарея становить значну частину вартості та впливу на довкілля, електромобіля. Зростання галузі, спричинило зацікавленість у забезпеченні етичних ланцюгів постачання акумуляторів, що створює багато питань і стало важливою геополітичною проблемою. Станом на 2019, вартість акумуляторів для електромобілів впала на 87% з 2010 року, в розрахунку на кіловат-годину. Вже на 2018 рік, понад 250 миль (400 км) пробігу, з транспортних засобів повністю електричного діапазону, із серійних автомобілів, може продемонструвати тільки Tesla Model S.
Ціна електроенергії для роботи електромобіля становить невелику частку від вартості пального для відповідних двигунів внутрішнього згоряння, що показує вищу енергоефективність. (Існує загальне твердження - ціни на пальне та електроенергію різняться в усьому світі, як і розмір транспортного засобу та попит на них).

## Типи акумуляторів електромобілів

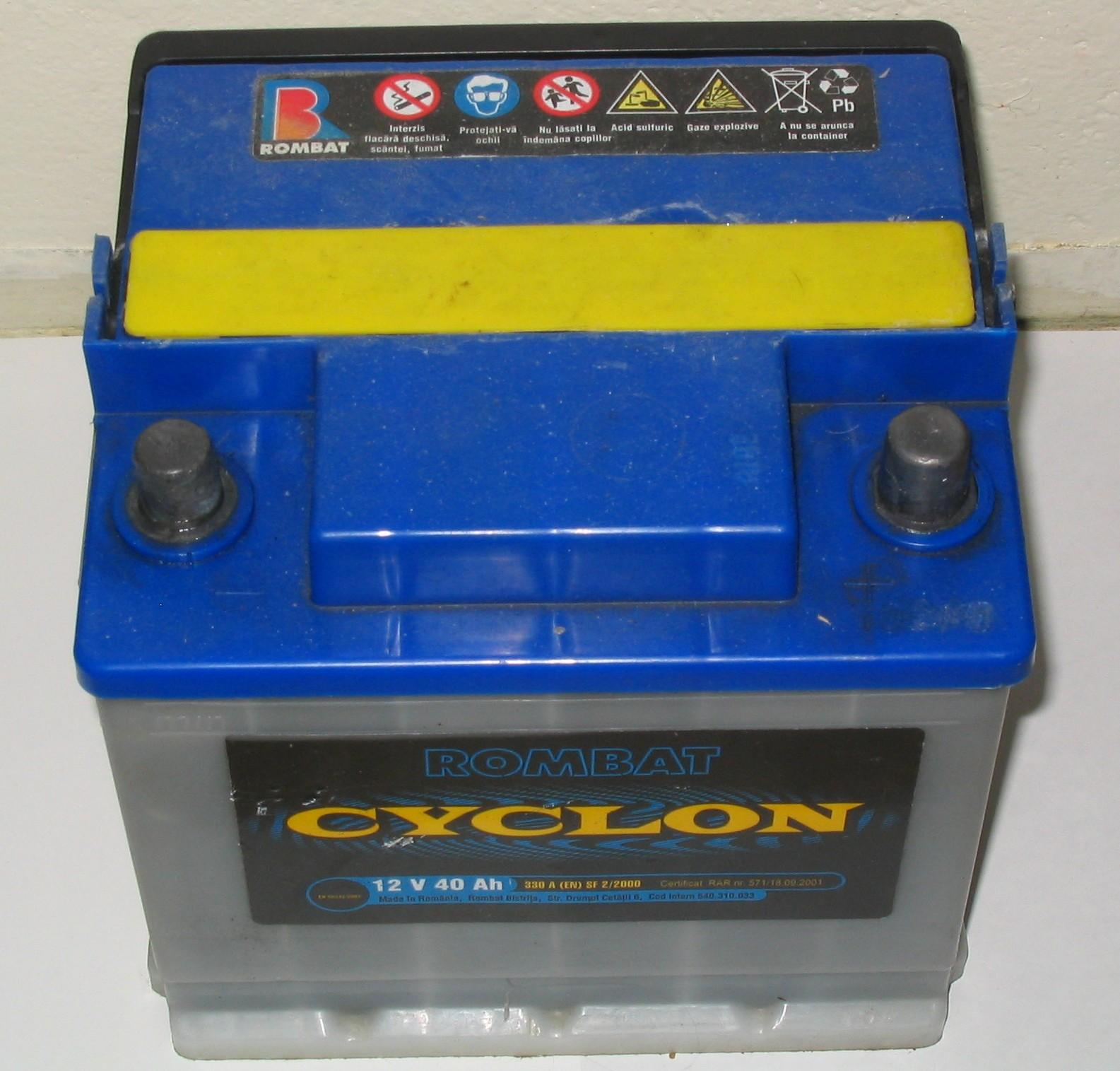
Застарілий: банки звичайних свинцево-кислотних автомобільних акумуляторів досі використовуються для приводу деяких BEV.

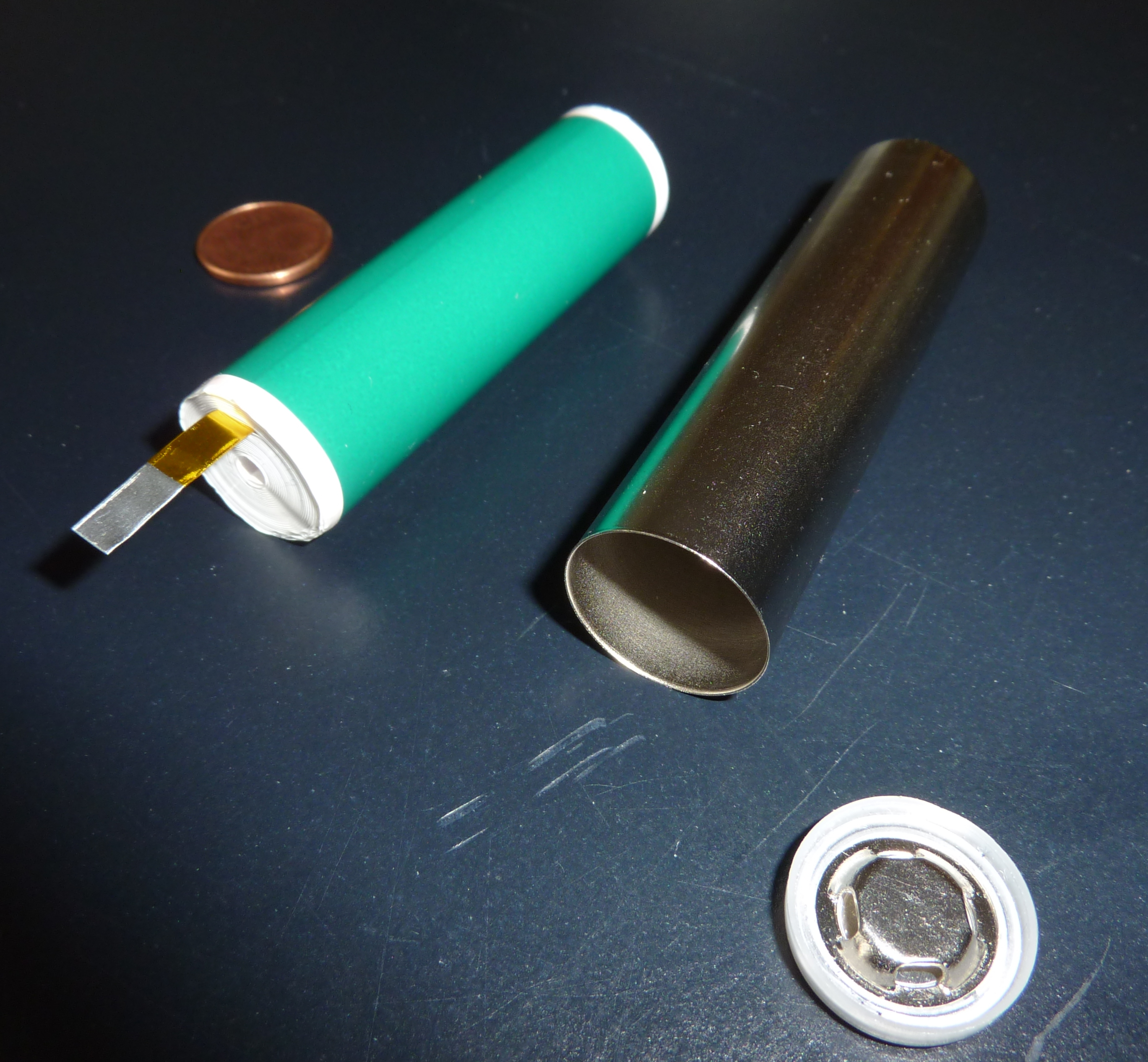
Циліндрична комірка (18650) до складання

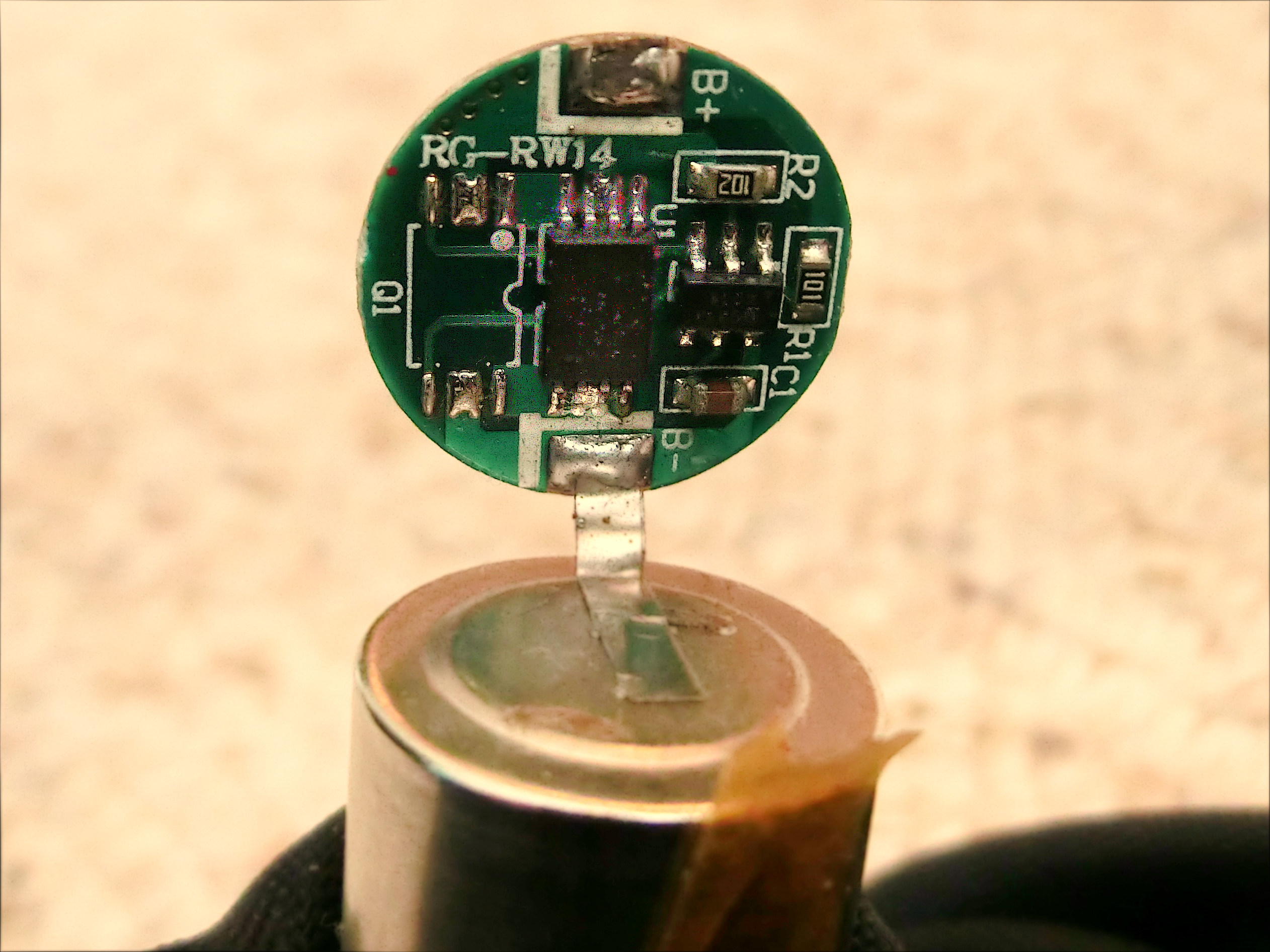
Електроніка контролю літій-іонного акумулятора (захист від надмірного розряду, тощо)

### Свинцево-кислотний
Залиті свинцево-кислотні акумулятори, є найдавнішими, найдешевшими, а в минулому й найпоширенішими автомобільними акумуляторами. Існує два основних типи свинцево-кислотних акумуляторів: стартерні акумулятори автомобільних двигунів і акумулятори глибокого циклу. Стартерні батареї автомобільних двигунів розроблені так, щоб використовувати невеликий відсоток своєї ємності для забезпечення високої швидкості заряду для запуску двигуна, тоді як батареї глибокого циклу використовуються для забезпечення безперервної електроенергії для роботи електромобілів, як от навантажувачі або візки для гольфу. Акумулятори глибокого циклу також використовуються як допоміжні акумулятори в транспортних засобах для відпочинку, але вони вимагають іншої, багатоступеневої зарядки.  Жодну свинцево-кислотну батарею не можна розряджати нижче 50% її ємності, оскільки це скорочує термін служби батареї.  Залиті батареї потребують перевірки рівня електроліту та час від часу заміни води, яка виділяється під час нормального циклу зарядки.

### Нікель-металгідрид

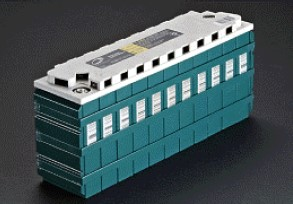
Модуль акумулятора NiMH GM Ovonic

Нікель-метал-гідридні батареї зараз вважаються відносно зрілою технологією. Хоча вони менш ефективні (60–70%) при заряджанні та розряджанні, ніж навіть свинцево-кислотні, вони мають питому енергію 30–80 Вт⋅год/кг, набагато вищу, ніж свинцево-кислотний. У разі правильного використання нікель-метал-гідридні батареї можуть мати надзвичайно тривалий термін служби, як було доведено під час їх використання в гібридних автомобілях і загалом, у NiMH першого покоління Toyota RAV4. EV, які добре працюють після 100 000 миль (160 000 км) і більше десяти років служби. До вад, належать низька ефективність, високий саморозряд, дуже вибагливі цикли заряджання та низька продуктивність за холодної погоди.

### Зебра
Хлоридно-нікелевий натрій або акумулятор «Зебра» використовує розплавлену сіль хлоралюмінату натрію (NaAlCl4) як електроліт. Відносно зріла технологія, акумулятор Zebra має питому енергію 120 Вт⋅год/кг. Оскільки перед використанням батарею потрібно нагрівати, холодна погода не дуже впливає на її роботу, за винятком збільшення витрат на опалення. Вони використовувалися в кількох електромобілях, як от комерційний автомобіль Modec. Батареї Zebra вистачає на кілька тисяч циклів заряджання і вони нетоксичні. До вад акумулятора Zebra, можна віднести низьку питому потужність (<300 Вт/кг) і вимогу щодо нагрівання електроліту приблизно до 270 °C (518 °F), який витрачає певну кількість енергії, створює труднощі з довгостроковим зберіганням заряду та є потенційно небезпечним.

### Літій-іонний
Літій-іонні (і схожі за механізмом літій-полімерні) батареї спочатку були розроблені та комерційно використані для використання в ноутбуках і побутовій електроніці. Завдяки високій щільності енергії та довгому терміну служби, вони стали провідним типом акумуляторів для використання в електромобілях. Першою комерціалізованою літій-іонною хімією були літій-кобальт-оксидний катод і графітовий анод, вперше продемонстровані Н. Годшаллом 1979 року, а також Джоном Гуденафом і Акірою Йошіно незабаром після цього. Недоліки традиційних літій-іонних батарей охоплюють чутливість до температури, зменшена продуктивність за низьких температур і погіршення продуктивності з віком. Через летючість органічних електролітів, наявність сильно окислених оксидів металів і термічну нестабільність анодного шару SEI, традиційні літій-іонні батареї становлять загрозу щодо пожежної безпеки, якщо їх проколювати або заряджати неправильно. Ці перші комірки не приймали та не постачали заряд, коли дуже холодно, тому в деяких кліматичних умовах можуть знадобитися обігрівачі, щоб зігріти їх. Зрілість цієї технології середня. Tesla Roadster (2008) та інші автомобілі, вироблені компанією, використовували модифіковану форму традиційних літій-іонних батарей, призначених для ноутбуків.